# Leire Martínez
Leire Martínez Ochoa (Puente la Reina, 22 giugno 1979) è una cantante, attrice e produttrice discografica spagnola, vocalist del gruppo La Oreja de Van Gogh dal 2008 ed ex concorrente di X Factor Spagna.

## Biografia
Leire è la maggiore di tre fratelli ed è cresciuta a Rentería. A scuola le piaceva praticare danza, solfeggio e suonare il violino. Al termine del suo percorso scolastico, Leire si iscrisse presso l'Università dei Paesi Baschi, seguendo un corso di laurea per diventare insegnante di sostegno.
Nel 2007 è riuscita ad entrare nel talent show del canale televisivo Quattro, X Factor. Durante la sua partecipazione ha interpretato brani come Me Voy di Julieta Venegas, Left outside alone di Anastacia, Be My Baby di Vanessa Paradis e All Around The World di Lisa Stansfield, fino alla sua eliminazione nella sesta serata del programma.
Oltre alla sua carriera come cantante, Leire ha fatto alcune comparse in serie televisive, come per esempio nella serie di Disney Channel Il tour, interpretando lei stessa, e nel telefilm La duchessa del canale spagnolo Telecinco interpretando Alicia Koplowitz in vari capitoli. Da piccola un'agenzia le propose di lavorare con loro ed avviare una carriera da modella, data la sua bellezza ed i suoi occhi blu, ma lei rifiutò.
La cantante iniziò una relazione sentimentale con Jacobo Rodríguez Bustamante nel 2013 e convolò a nozze il 18 ottobre 2014 nella chiesa di Santo Ignacio di Loyola, nel quartiere di Gros. La cantante ha annunciato a maggio del 2015 che sarebbero diventati genitori e, a fine anno, nacque il loro primo figlio. Il 10 aprile 2018 Leire ha annunciato tramite i suoi social network il divorzio da Jacobo.

## La Oreja de Van Gogh
In una conferenza stampa del 14 luglio 2008, nel Palacio de Linares di Madrid, il gruppo La Oreja de Van Gogh presentò Leire come la nuova vocalist. Da allora, La Oreja de Van Gogh ha pubblicato sette dischi con la sua presenza.
Il primo disco,A las cinco en el Astoria, è stato lanciato il 2 settembre in Spagna, l'8 settembre ed il 30 dello stesso mese in Sud America. L'album è entrato direttamente al primo posto nella classifica dei dischi più venduti, ottenendo un disco di oro nella prima settimana. Il singolo scelto è stato El último vals. I successivi sono stati Inmortal, Jueves ed Europa VII. A marzo del 2009 iniziò il tour dell'album per tutta Europa ed America fino a metà del 2010.

### Nuestra casa a la izquierda del tiempo
A settembre 2009 è stato pubblicato l'album "Nuestra casa a la izquierda del tiempo", una raccolta di successi della band registrata con la voce di Leire e con accompagnamento sinfonico. Nell'aprile 2010, è stato realizzato un documentario sul gruppo "Un viaje al Mar Muerto", che è stato inserito nella riedizione di "Nuestra casa a la izquierda del tiempo", che è stata messa in vendita il 13 aprile 2010.

### Cometas por el cielo
Il 13 settembre 2011 è stato messo in vendita il secondo album della band "Cometas por el cielo", in testa alla lista delle migliori vendite in Spagna. Nel giro di poche settimane hanno ottenuto un disco d'oro e, successivamente, un disco di platino. L'album è composto da 11 brani, incluso i successi "La niña que llora en tus fiestas" e "Cometas por el cielo", che, come l'album che li contiene, hanno raggiunto il primo posto nella classifica.
La 67ª edizione di La Vuelta (Spagna) ha avuto il gruppo come protagonista musicale, che ha presentato la canzone dal titolo Dìa Cero . Nell'ottobre dello stesso anno è iniziato Cometas por el Cielo Tour, girando per l'intera Spagna e anche per diversi luoghi in Europa e in gran parte dell'America, facendo il tutto esaurito e vincendo così il premio per Miglior festival, tour o concerto.
Il 18 settembre 2012 è stato pubblicato il DVD "Cometas por el cielo en directo desde América", primo DVD pubblicato con la presenza di Leire. In questo lavoro discografico, viene raccolta una parte delle canzoni eseguite durante i concerti del tour.

### Primera Fila
Il 29 ottobre 2013, è stato pubblicato il loro quarto album, Primera Fila, registrato in Messico nel luglio 2013 e successivamente pubblicato in Europa e in America. L'album ha un totale di 15 brani, quattro tra questi sono inediti, il resto sono rivisitazioni in chiave più classica. Questo progetto ha raggiunto un doppio disco d'oro in Messico, uno in Venezuela e un disco di platino in Argentina. Hanno anche fatto collaborazioni con artisti di un certo calibro, tra cui Natalia Lafourcade, Samo, Leonel García e Abel Pintos. Il gruppo ha annunciato attraverso i loro social network il ritorno in America Latina per il 2014 per iniziare il tour Primera Fila. Il tour è stato un successo immediato, esaurendo i biglietti in tutte le tappe e prolungandosi fino all'inizio del 2015.
Nel 2014, Leire insieme al cantante andaluso David DeMaría ha eseguito la canzone originale per la commedia spagnola Ocho apellidos vascos, intitolata No te marches jamás, tema nominato nella 29ª edizione dei Goya Awards come miglior canzone originale.

### El planeta imaginario
El planeta imaginario è il settimo album di La Oreja de Van Gogh, pubblicato il 4 novembre 2016 con l'etichetta Sony Music. Il primo singolo, intitolato Verano, è stato rilasciato il 16 settembre 2016. L'album è stato prodotto da Áureo Baqueiro ed è diventato disco d'oro in Spagna nel giro di poche settimane dalla sua uscita.

### Fine dalla collaborazione
Il 14 ottobre 2024 venne annunciato che Leire e la La Oreja de Van Gogh si separavano dopo 16 anni di collaborazione. La notizia sorprese i fan dell'artista e provocò una ondata di solidarietà per la cantante sui social.

## Carriera come solista
Nel dicembre del 2024 Leire si accordò con Must! Producciones per lavorare al suo primo disco da solista, con l'etichetta discografica Sony Music. Nel gennaio del 2025, la stampa diffuse la notizia che l'artista stava incidendo un nuovo disco in studio con il cantante Andrés Suárez. In seguito, in una intervista di El Mundo Deportivo, dichiarò che sperava di completare il disco entro la fine dell'anno.
Nel marzo del 2025 Leire annunció che avrebbe tenuto i suoi primi concerti da solista nell'estate dello stesso anno, nell'ambito di vari festival. Tra questi il "Bigsound Festival" di Valencia e  Pontevedra,, il "Brisadela" di Tudela,, il "Recorda Fest" di A Coruña e il "Coca-Cola Music Experience" a Madrid.
Nell'aprile del 2025 pubblicò il suo primo singolo come solista, intitolato «Mi nombre», inteso anche come premessa per il suo primo album da solista.

## Discografia
Durante la carriera con il gruppo La Oreja de Van Gogh, Leire ha venduto più di 600 000 copie dell'album A las cinco en el Astoria, principalmente in Spagna, Messico, Colombia, Cile, Argentina, e altre 300 000 copie di Cometas por el cielo in Spagna, Messico e altri paesi dell'America Latina. I suoi album A las cinco en el Astoria, Cometas por el Cielo, Primera Fila ed El Planeta Imaginario sono rimasti tra gli album più venduti in Spagna e in America su iTunes e hanno ripetutamente raggiunto la prima posizione. Oltre ad aver ricevuto una decina di dischi d'oro e quattro dischi di platino, si stima che Leire abbia venduto oltre un milione di copie con la band.

### Tour
Leire nei suoi anni di carriera ha fatto quattro tour, corrispondenti a ciascuno dei suoi album, e un piccolo tour con Reik, esibendosi in concerti in paesi come Messico, Svizzera, Argentina, Israele, Ecuador, Regno Unito, Uruguay, Cile, Stati Uniti, quasi tutta la Spagna. Il suo primo concerto è stato il 1º marzo 2009 ed è stato il primo come nuovo cantante del gruppo. Tutti i suoi tour hanno avuto un enorme successo, raggiungendo il tutto esaurito in Spagna e America e prolungando spesso i periodi del tour
- 2009 - Tour A las cinco en el Astoria
- 2009 - Juntos e Inolvidable Tour (con Reik, solo in Messico )
- 2009 - 2010 - Nuestra casa a la izquierda del tiempo Tour (Continuazione del Tour A las cinco en el Astoria, 2010)
- 2011 - 2012 - Cometas por el cielo Tour
- 2014 - 2015 - Primera Fila Tour
- 2016 - 2018 - El Planeta Imaginario Tour

### Collaborazioni
| Año  | Colaboración/Homenajes                               | Artista                                                       |
| ---- | ---------------------------------------------------- | ------------------------------------------------------------- |
| 2003 | Cuéntame                                             | Fórmula V                                                     |
| 2007 | All Around The World                                 | Lisa Stansfield                                               |
| 2007 | Be My Baby                                           | Vanessa Paradis                                               |
| 2007 | Left outside alone                                   | Anastacia                                                     |
| 2007 | Me voy                                               | Julieta Venegas                                               |
| 2008 | Porque te vas                                        | Jeanette                                                      |
| 2009 | Himno de la Real Sociedad                            | Alex Ubago, Mikel Erentxun, entre otros.                      |
| 2009 | Loa Loa                                              | Himno Vasco                                                   |
| 2010 | Deseos de cosas imposibles                           | Conchita                                                      |
| 2010 | Nada que perder                                      | Conchita                                                      |
| 2010 | Ay Haití                                             | Shakira, Carlos Jean, Marta Sánchez y otros.                  |
| 2011 | Pop                                                  | Carlos Jean                                                   |
| 2011 | Es Navidad                                           | Raquel del Rosario (El sueño de Morfeo), Jaime (La musicalité |
| 2012 | Vestido Azul                                         | Alex Ubago                                                    |
| 2012 | Rosas                                                | Nena Daconte                                                  |
| 2012 | Deseos de cosas imposibles                           | India Martínez                                                |
| 2012 | Puedes contar conmigo                                | El pescao                                                     |
| 2012 | Goodbye                                              | Beto Cuevas                                                   |
| 2012 | La Cosa Más Bella                                    | Sergio Dalma                                                  |
| 2012 | ¿Qué pides tú?                                       | Alex Ubago                                                    |
| 2012 | Chocar                                               | El sueño de Morfeo                                            |
| 2013 | Mi marciana                                          | Alejandro Sanz, Chila Lynn y Bebe                             |
| 2013 | Hecho con tus sueños                                 | Efecto Pasillo.                                               |
| 2013 | Deseos de cosas imposibles                           | Abel Pintos                                                   |
| 2014 | La Playa                                             | Leonel García                                                 |
| 2014 | María                                                | Natalia Lafourcade                                            |
| 2014 | Mi Vida Sin Ti                                       | Samo                                                          |
| 2014 | No te marches jamás (B.S.O. "Ocho apellidos vascos") | David DeMaría.                                                |
| 2014 | La Playa                                             | Ha*Ash                                                        |
| 2016 | Solamente tú                                         | Pablo Alborán                                                 |
| 2017 | Cuando todas las historias se acaban                 | Maldita Nerea                                                 |
| 2018 | Contigo                                              | Marlon                                                        |

### Filmografia
| Partecipazione           | Personaggio      | Anno |
| ------------------------ | ---------------- | ---- |
| Un Viaje al Mar Muerto   | Se stessa        | 2010 |
| La Duquesa (Telecinco)   | Alicia Koplowitz | 2010 |
| La Gira (Disney Channel) | Se stessa        | 2012 |
| Red Room                 | Se stessa        | 2013 |